# Scott Pfeifer
Scott Pfeifer (Saint Albert, 5 de enero de 1977) es un deportista canadiense que compitió en curling.
Ganó cuatro medallas de oro en el Campeonato Mundial de Curling entre los años 2002 y 2016. Participó en los Juegos Olímpicos de Pyeongchang 2018, ocupando el cuarto lugar en la prueba masculina.

## Palmarés internacional
| Campeonato Mundial | Campeonato Mundial        | Campeonato Mundial | Campeonato Mundial |
| Año                | Lugar                     | Medalla            | Prueba             |
| ------------------ | ------------------------- | ------------------ | ------------------ |
| 2002               | Bismarck (Estados Unidos) | Medalla de oro     | Equipo             |
| 2003               | Winnipeg (Canadá)         | Medalla de oro     | Equipo             |
| 2005               | Victoria (Canadá)         | Medalla de oro     | Equipo             |
| 2016               | Basilea (Suiza)           | Medalla de oro     | Equipo             |